# 2006 en astronautique
Chronologie de l'astronautique
- 2002
- 2003
- 2004
- 2005
- 2006
- 2007
- 2008
- 2009
- 2010

Cette page présente une chronologie des événements qui se sont produits pendant l'année 2006 dans le domaine de l'astronautique.

## Synthèse de l'année 2006

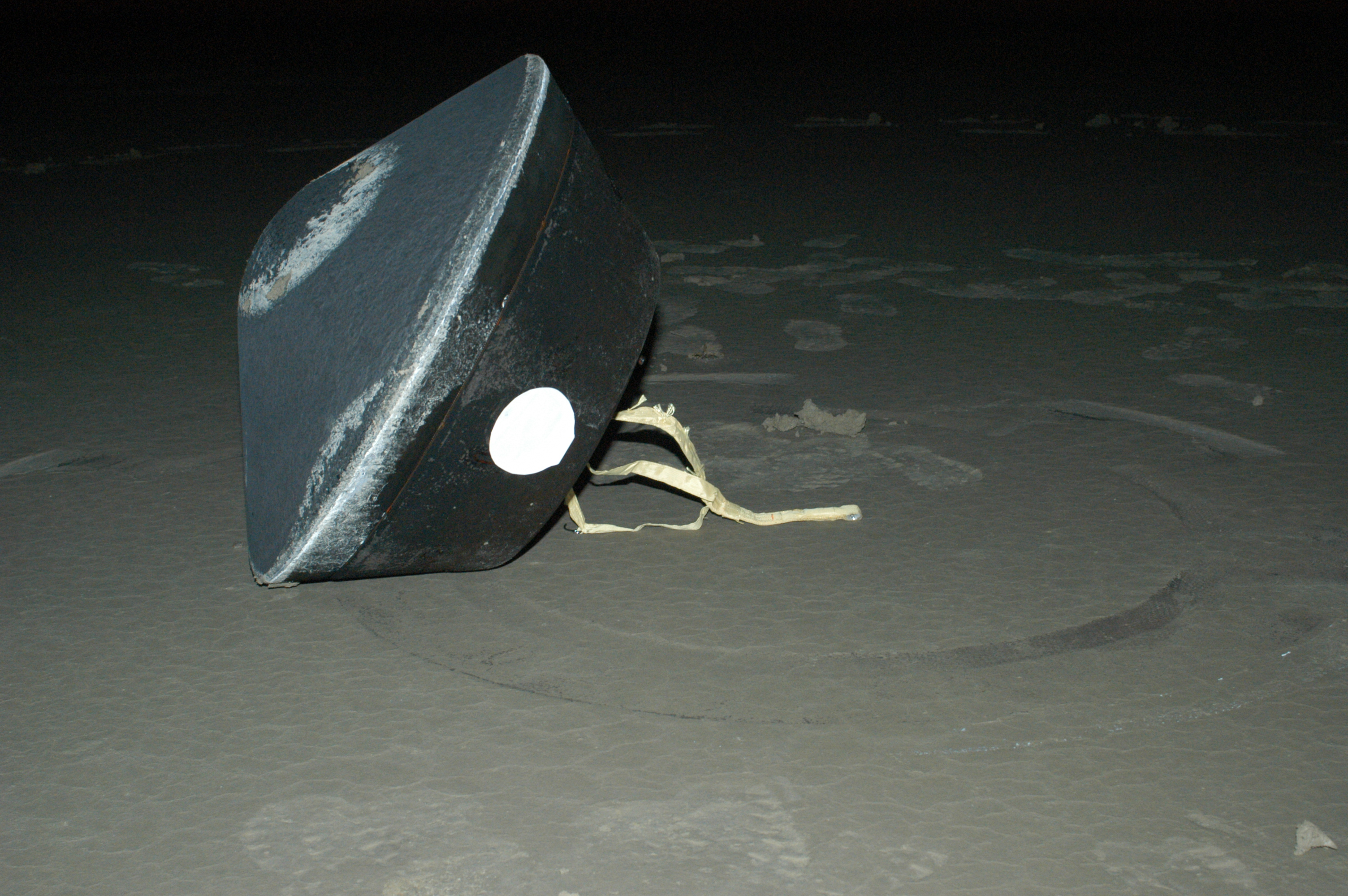
La capsule de la sonde Stardust après son retour sur Terre

### Sondes spatiales interplanétaires
Une seule sonde spatiale est lancée en 2006 : le 19 janvier la sonde la NASA  New Horizons chargée d'étudier la planète naine Pluton et son satellite Charon qu'elle doit survoler en 2015 est lancée par une fusée Atlas V. Le 15 janvier la sonde Stardust effectue une rentrée atmosphérique réussie et ramène sur Terre des échantillons de la queue de la comète 81P/Wild ainsi que des poussières interstellaires.
Le 11 avril la sonde spatiale de l'ESA Venus Express réussit sa mise en orbite autour de Vénus. Le 24 octobre   la sonde spatiale MESSENGER, qui doit étudier la planète Mercure, effectue le premier des deux survols de Vénus qui doit lui fournir l'assistance gravitationnelle lui permettre d'atteindre son objectif. Le 26 octobre le rover Spirit célèbre son millième jour à la surface de la planète Mars.
Deux sondes spatiales achèvent leur mission. Le 3 septembre la sonde européenne SMART-1, à l'issue d'une mission dont tous les objectifs ont été remplis, s'écrase comme prévu sur la surface de la Lune et l'impact est  observé par un grand nombre de télescopes et radiotélescopes .
Le 9 novembre Mars Global Surveyor en orbite autour de la planète Mars ne répond plus. Après plus de 10 ans dans l'espace, MGS, à la suite d'une réorientation d'un de ses panneaux solaires a vu sa puissance d'émission radio baisser de 42 db. Elle a cessé d'émettre les 3 et 4 novembre et le 5 la sonde a signalé qu'elle passait en mode passif puis s'est tue.
Le 2 mars, à la suite de dépassements budgétaires, la NASA annonce l'annulation du projet de sonde spatiale Dawn  dont la mission consiste à étudier Vesta et Cérès, les deux principaux corps de la ceinture d'astéroïdes   de développement . Finalement le projet est réactivé le 27 mars notamment sous la pression des scientifiques.

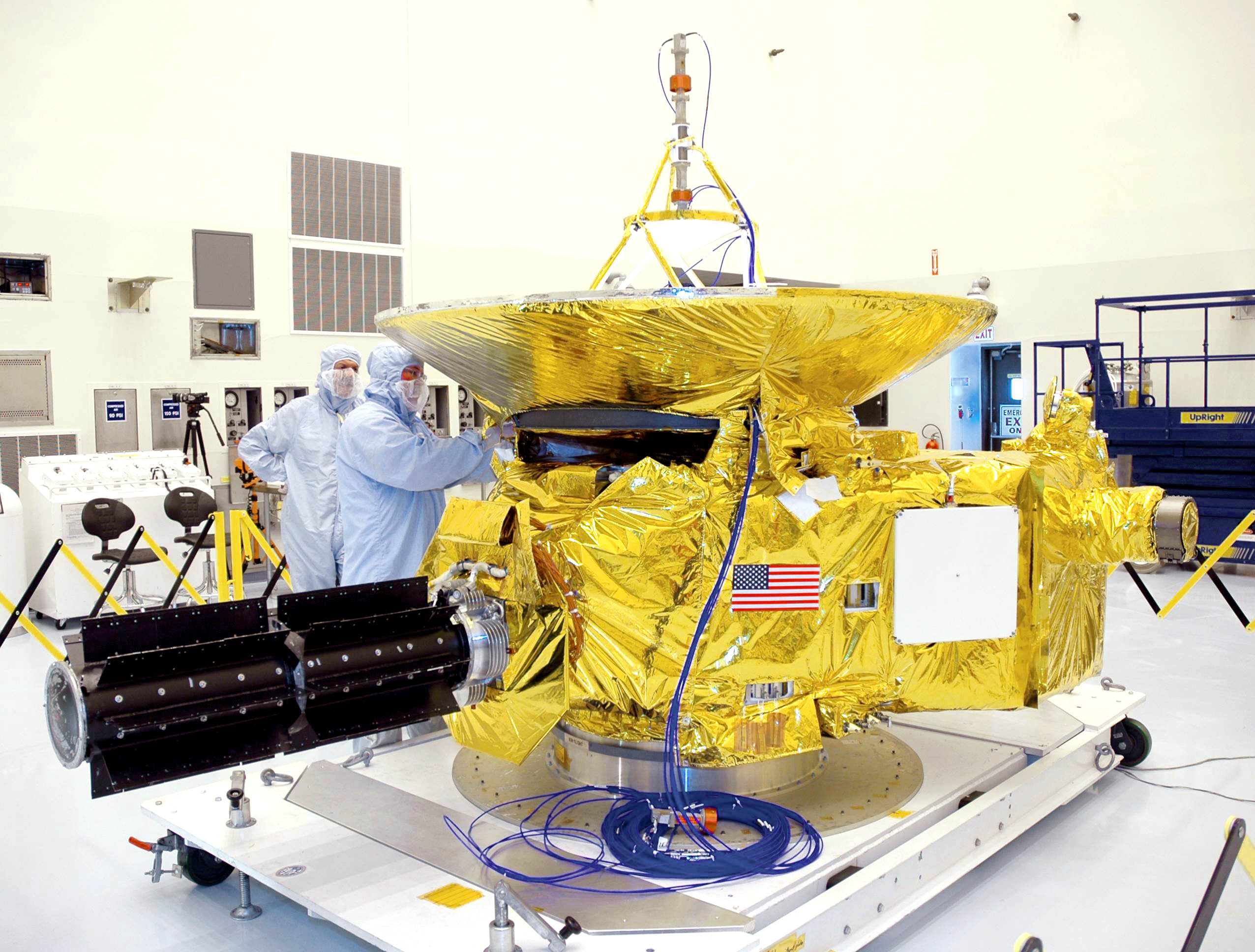
New Horizons peu avant son lancement
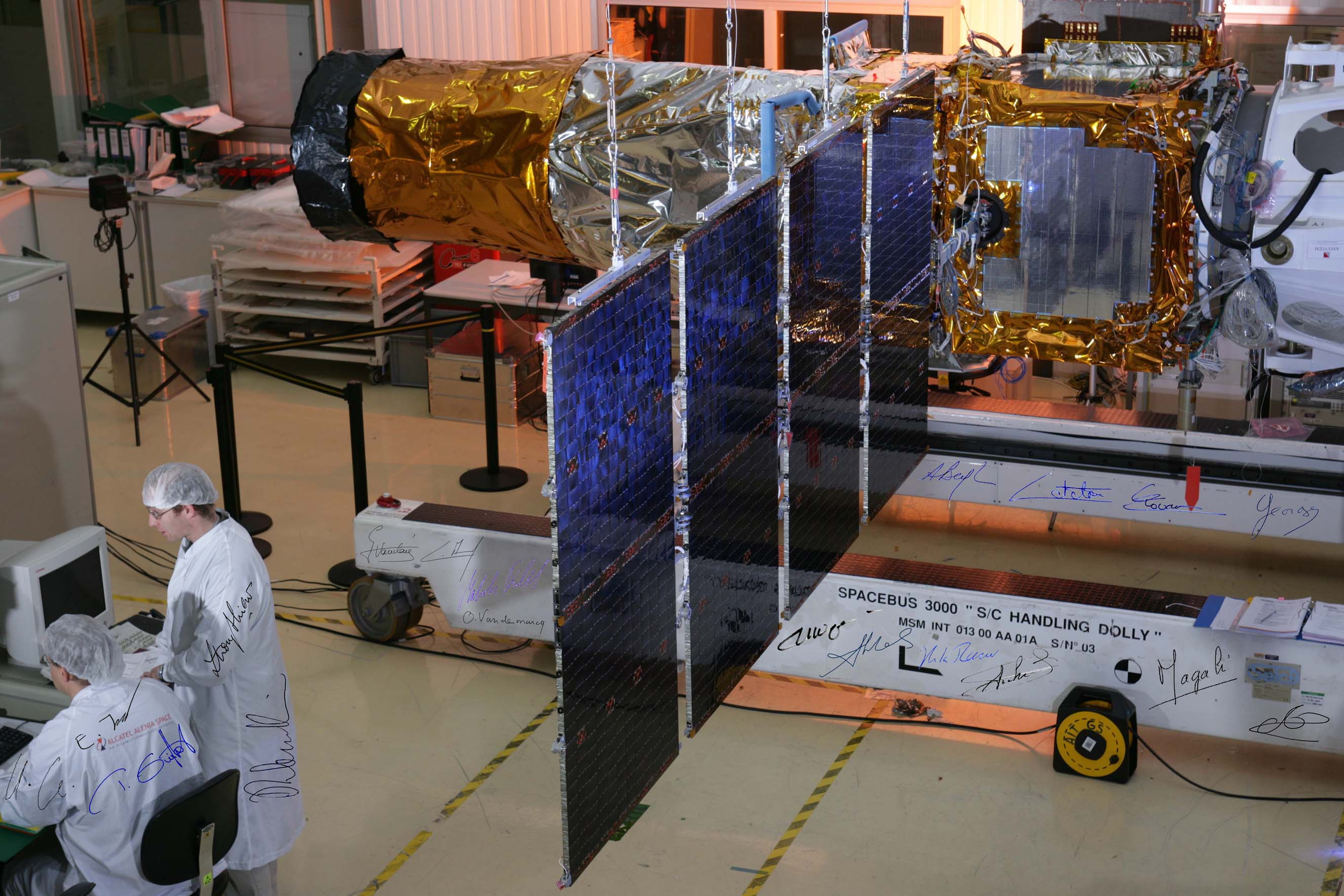
Corot en cours d'intégration
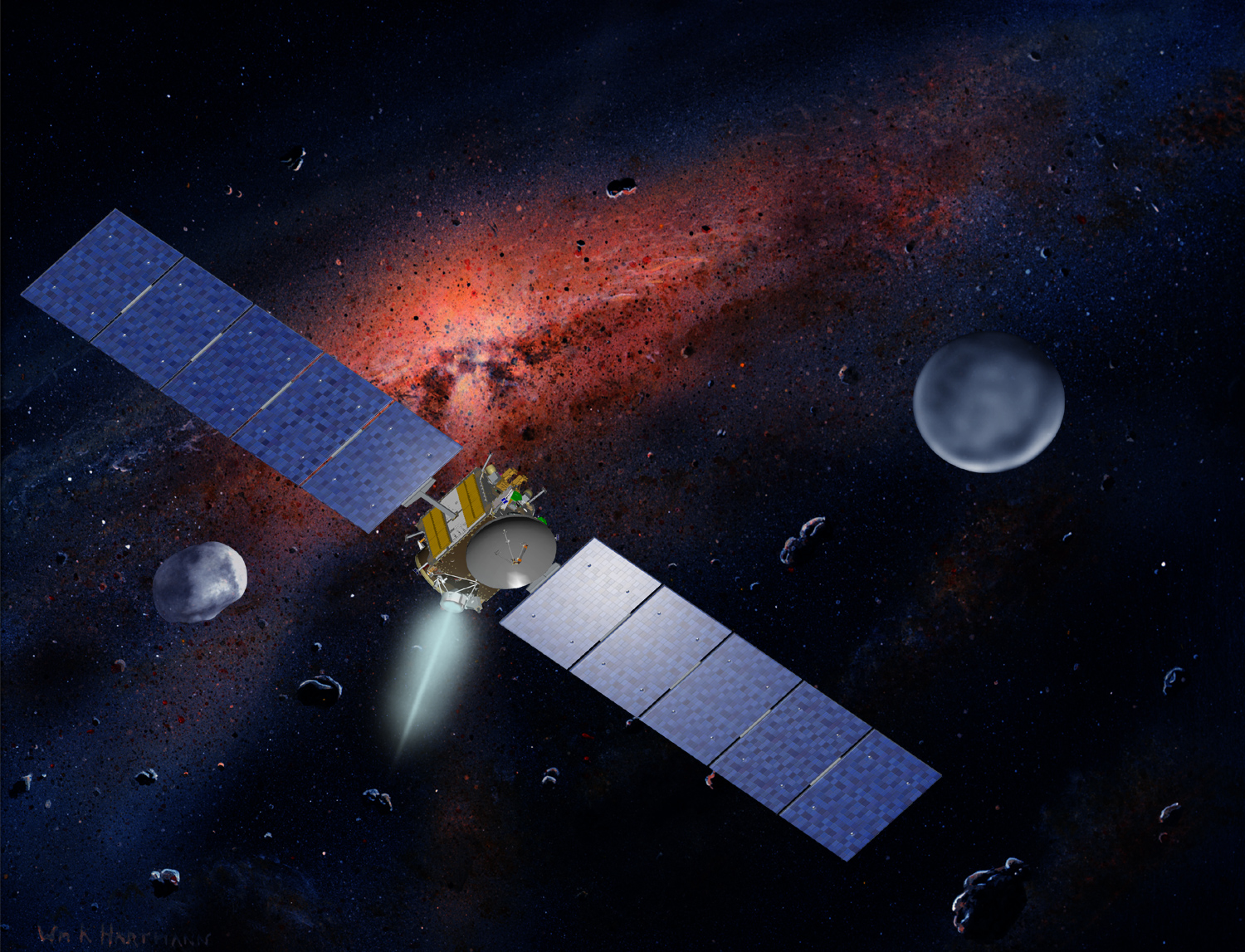
Dawn vue d'artiste

### Satellites scientifiques
Le télescope spatial infrarouge développé par l'agence spatiale japonaise (JAXA) ASTRO-F est lancé le 21 février par la fusée M-V-8 de l'Agence d'exploration aérospatiale japonaise à  21:28 UTC. Le télescope spatial CoRoT  spécialisé dans l'astérosismologie et la recherche d'exoplanètes est mis en orbite le 27 décembre par une fusée Soyouz. Les satellites d'observation de la Terre   CALIPSO et CloudSat sont lancés le 28 avril par une fusée Delta II. Le 25 octobre  des deux satellites de la mission STEREO de la Nasa destinée à l'étude du Soleil sont placés sur une orbite héliocentrique par une fusée Delta II.

## Programmes spatiaux nationaux

### Chronologie

#### Janvier
- 5 janvier : annonce de la fin de la mission TOPEX/Poseidon (NASA/CNES) [11]
- 15 janvier : retour sur Terre de la sonde Stardust, vers 10:10 UTC[2]
- 19 janvier : lancement de la sonde de la NASA New Horizons à 19:00 UTC[1].
- 24 janvier : lancement de la fusée H-IIA F8 de l'Agence d'exploration aérospatiale japonaise chargée du satellite topographique ALOS à 01:33 UTC[12]

#### Février

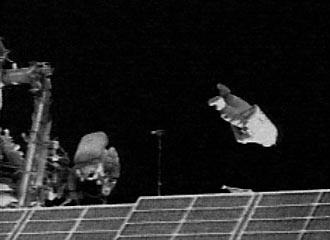
Mise en orbite de SuitSat-1 (à droite) à partir de l'ISS.

- 3 février : SuitSat, une ancienne combinaison spatiale russe équipée d'un radio-émetteur, est intentionnellement lancée en orbite depuis la station spatiale internationale[13].
- 15 février : lancement du satellite Echostar X par une fusée Zenit 3SL depuis une plate-forme de tir océanique de la société Sea Launch[14].
- 18 février : lancement du satellite MTSAT-2 par la fusée H-IIA F9 de l'Agence d'exploration aérospatiale japonaise à  06:27 UTC[15].
- 21 février : lancement du satellite ASTRO-F par la fusée M-V-8 de l'Agence d'exploration aérospatiale japonaise à  21:28 UTC[8].
- 28 février : échec du lancement du satellite Arabsat 4A par une fusée Proton M[16].

#### Mars
- 2 mars : annonce de l'annulation de la mission spatiale Dawn par la NASA[6]. Une annonce contraire sera publiée le 27 mars et la mission sera finalement maintenue.
- 10 mars : insertion en orbite martienne de Mars Reconnaissance Orbiter[17].
- 11 mars : lancement des satellites Hot Bird 7A (télécommunications) et Spainsat (satellite militaire espagnol) par une fusée Ariane 5 ECA à 00:32 UTC (19:32 le 11 février au centre spatial de Kourou) après un premier report en février et un deuxième en mars[18].
- 22 mars : lancement de la mission Space Technology 5 de la NASA par une fusée Pegasus XL à 14:03 UTC[19]
- 24 mars : échec du premier lancement d'une fusée Falcon 1 de la société SpaceX, première fusée financée par des fonds privés[20].
- 30 mars : départ du premier astronaute brésilien, Marcos Pontes, dans l'espace, à bord du vaisseau Soyouz TMZ-8 à 02:29 UTC[21].

#### Avril

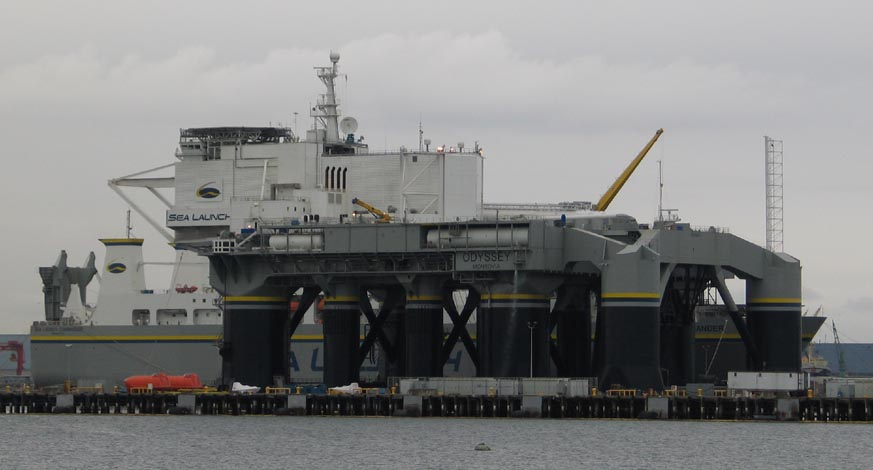
La plate-forme Ocean Odyssey de Sea Launch.

- 1er avril:le premier astronaute Brésilien rejoint avec un Soyouz la station spatiale internationale (ISS)
- 11 avril : insertion orbitale de la sonde spatiale Venus Express de l'ESA autour de Vénus à 08:32:47 UTC[3]
- 12 avril : lancement du satellite japonais JCSAT-9 (en) par une fusée Zenit 3SL depuis une plate-forme océanique par la compagnie Sea Launch [14].
- 20 avril : lancement du satellite européen Astra 1KR (en) par une fusée Atlas V depuis Cap Canaveral[22]
- 28 avril : lancement des satellites CALIPSO et CloudSat par une fusée Delta II de la NASA à 10:02 UTC, après 4 reports[10]

#### Mai
- 7 mai : la sonde spatiale Venus Express de l'ESA est opérationnelle en orbite autour de Vénus [23]
- 26 mai : lancement des satellites Satmex 6 et Thaicom 5 par une fusée Ariane 5 ECA à 22:10 UTC[18].

#### Juillet
- 4 juillet : lancement de la mission STS-121 de la navette spatiale américaine Discovery à 18:38 UTC[24]
- 10 juillet : échec du lancement d'INSAT-4C (en), le plus gros satellite de communication jamais lancé, par une fusée indienne GSLV-F02 [25].

#### Août
- 4 août : lancement du satellite Hot Bird 8 (télécommunications) par une fusée Proton M/Breeze M à 21:48 UTC (le 5 août à 03:48 heure locale) depuis le cosmodrome de Baïkonour[26].
- 11 août : lancement des satellites Syracuse 3 B et JCSAT 10  par une Ariane 5 ECA, Vol 172[27].
- 22 août : lancement du satellite Korea Telecom par une fusée Zenith depuis la base de lancement Sea Launch.
- 24 août : la Nasa a baptisé Orion son nouveau véhicule d'exploration avec équipage (CEV) appelé à succéder à la navette en tant que vaisseau principal de la Nasa pour l'exploration spatiale humaine.
- 28 août : le directeur exécutif de l'agence spatiale russe, Vitaly Davydov, a annoncé lors du 5e International Aerospace Congress se tenant à Moscou l'intention de la Russie d'abandonner sa participation à la Station spatiale internationale (ISS) entre 2015 et 2025. Cet abandon se fera au profit de la construction d'une nouvelle station spatiale russe. La raison avancée est que seule une petite partie de la Russie est visible depuis l'ISS. La nouvelle station russe devrait permettre de voir la Russie dans son intégralité[28].

#### Septembre

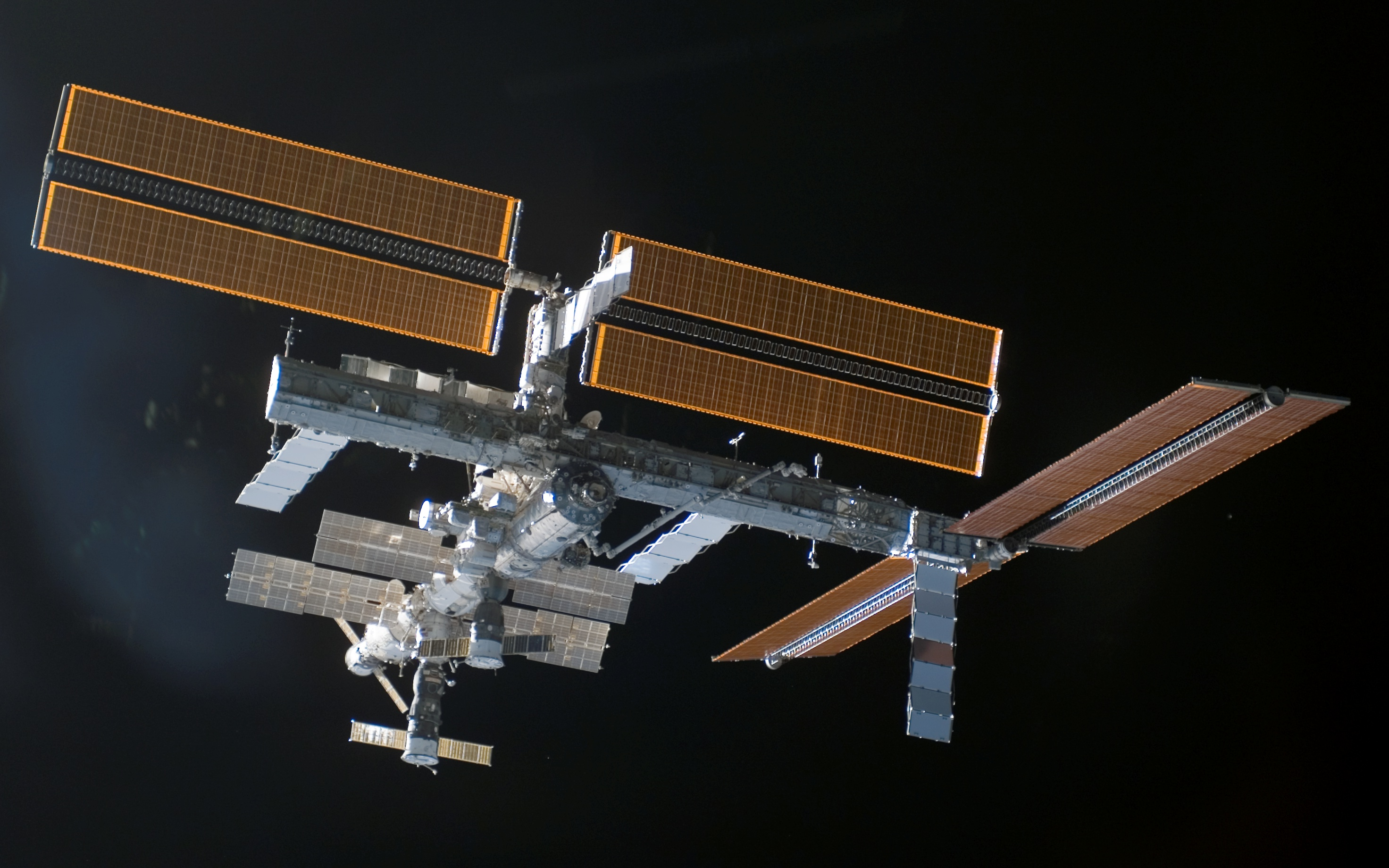
L'équipage de STS-115 vient d'installer une nouvelle paire de panneaux solaires sur la station spatiale internationale

- 3 septembre : la sonde SMART-1 s'écrase comme prévu sur la surface de la Lune à 7 heures 42 min 22 s (CEST) (5 heures 42 min 22 s Temps Universel). L'impact a lieu sur la face visible de la Lune au début de la zone à l'ombre, aux coordonnées 34,4° sud 46,2° ouest. L'impact a été observé par un grand nombre de télescopes et radiotélescopes [5].
- 9 septembre : décollage de la mission STS-115 de la navette spatiale américaine Atlantis à 15 h 16 UTC[29].
- 14 septembre : déploiement des deux panneaux solaires de 15 880 kg sur la station spatiale internationale à l'aide du canadarm après l'amarrage réussi de la navette spatiale américaine Atlantis.

#### Octobre

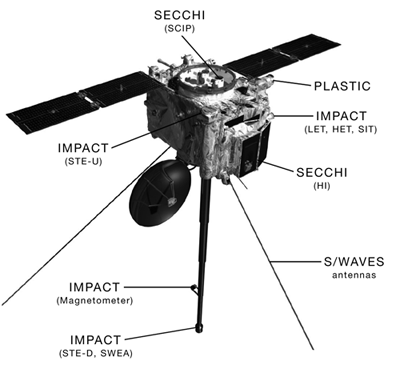
Sonde STEREO

- 13 octobre : lancement des satellites DirecTV 9S et Optus D1 ainsi que du démonstrateur technologique japonais LDRex 2 par Ariane 5 ECA (vol 173).
- 19 octobre : lancement du satellite météorologique européen MetOp-A par une fusée Soyouz tirée depuis le cosmodrome de Baïkonour.
- 24 octobre : premier des deux survols de Vénus par la sonde spatiale MESSENGER de la NASA[4]
- 25 octobre : lancement par une fusée Delta II des deux satellites de la mission Stereo de la Nasa destinée à l'étude du Soleil.
- 26 octobre : le rover Spirit célèbre son millième sol à la surface de la planète Mars.
- 31 octobre : la Nasa annonce qu'elle enverra entre le printemps et l'automne 2008 une navette spatiale chargée d'effectuer une ultime mission d'entretien du télescope spatial Hubble[30].

#### Novembre
- 9 novembre : Mars Global Surveyor ne répond plus ! Après plus de 10 ans dans l'espace, MGS, à la suite d'une réorientation d'un de ses panneaux solaires a vu sa puissance d'émission radio baisser de 42 db. Elle a cessé d'émettre les 3 et 4 novembre   et le 5 la sonde a signalé qu'elle passait en mode passif puis s'est tue.
- 23 novembre : lors de l'expédition 14 de la Station spatiale internationale, le cosmonaute russe Mikhail Tyurin envoie une balle de golf en orbite terrestre basse à fins publicitaires[31].
- 23 novembre : moins de 10 jours après son lancement le satellite Sinosat-2 n'est plus opérationnel. Le satellite, le premier 100 % réalisé et lancé par la Chine, s'est mis à poste de manière correcte mais est peu après tombé en panne faute d'énergie. Une panne qui serait attribuable aux panneaux solaires du satellite.

#### Décembre
- 5 décembre: Annonce par la Nasa d'un projet visant à installer une base expérimentale sur un des pôles de la Lune d'ici 15 ans destinée, entre autres, à l'observation et à servir de point de départ pour une mission sur Mars.
- 8 décembre : lancement des satellites Wildblue-1 et AMC-18, deux satellites de télécommunications, par Ariane 5 ECA (vol 174).
- 10 décembre : décollage de la navette spatiale Discovery depuis Cap Canaveral, dont la mission est de continuer la construction de l'ISS.
- 14 décembre : lancement par l'USAF d'un satellite d'observation radar au moyen d'une fusée Delta II
- 18 décembre : lancement par le Japon du satellite de télécommunications expérimental ETS-8 par un fusée H-IIA.
- 19 décembre : lancement du premier satellite allemand d'observation radar de la série SAR-Lupe par une fusée Cosmos-3M
- 22 décembre : atterrissage de Discovery au terme de la mission STS-116. La navette ramène sur Terre deux astronautes de l'ESA : Thomas Reiter et Christer Fuglesang.
- 25 décembre : lancement de trois satellites de la constellation Glonass par une fusée Proton
- 27 décembre: lancement réussi du satellite CoRoT (spécialisé dans l'astérosismologie et la recherche d'exoplanètes) par une fusée Soyouz depuis le cosmodrome de Baïkonour[9].

### Sources
- (en) Jonathan McDowell, « Jonathan's Space Report », Jonathan's Space Page
- (en) Gunter Krebs, « Chronology of Space Launches », Gunter's Space Page
- (en) « SPACE FLIGHT 2006 - The Year in Review », NASA (version du 3 mars 2016 sur Internet Archive)